# Lafayette (Indiana)
Lafayette je okresní město v Tippecanoe County v Indianě. Nachází se 101 kilometrů severozápadně od Indianapolis a 201 kilometrů jihovýchodně od Chicaga. Ve městě žije přibližně 71 tisíc obyvatel, rozloha činí 71,9 km². Je devátým nejlidnatějším městem v Indianě.
Město bylo založeno v roce 1853 na břehu řeky Wabash. Je pojmenováno po francouzském generálovi Lafayettovi, který bojoval na straně Spojených států během Americké války za nezávislost.